# Michel Economou
 (mai 2021).
Si vous disposez d'ouvrages ou d'articles de référence ou si vous connaissez des sites web de qualité traitant du thème abordé ici, merci de compléter l'article en donnant les références utiles à sa vérifiabilité et en les liant à la section « Notes et références ».
Pour les articles homonymes, voir Economou.
Michális Ikonómou (en grec moderne : Μιχάλης Οικονόμου), plus connu en français sous le nom de Michel Economou, né en 1888 au Pirée et mort à Athènes en 1933, est un peintre impressionniste grec.

## Biographie
Il fait ses études au Pirée où son premier professeur d'art est Constantínos Volanákis.
En 1906, il s'installe à Paris dans l'optique d'étudier la construction navale mais fréquente finalement les Beaux-Arts de Paris.
Ami du peintre Foujita, il est un des témoins du mariage lorsque ce dernier épouse Fernande Barrey; il habite alors dans la rue Saint-Roch.
Il participe à de nombreuses expositions collectives et organise trois expositions individuelles (deux à Paris et une à Londres, entre 1913 et 1926).
Ses œuvres sont principalement composées de paysages du Midi de la France et de la Grèce.
Il retourne en Grèce en 1926 et vit à Athènes.
En 1929, sa dernière exposition est présentée au Théâtre municipal du Pirée.
Il meurt à Athènes en 1933.